# Powiat de Śrem
Pour les articles homonymes, voir Śrem (homonymie).
Le powiat de Śrem (en polonais : powiat śremski) est un powiat appartenant à la voïvodie de Grande-Pologne dans le centre-ouest de la Pologne.
Elle est née le 1er janvier 1999, à la suite des réformes polonaises de gouvernement local passées en 1998. 
Le siège administratif du powiat est la ville de Śrem, qui se trouve à 36 kilomètres au sud de Poznań, capitale de la voïvodie de Grande-Pologne. Le powiat possède deux autres villes, Książ Wielkopolski, située à 15 kilomètres à l'est de Śrem, et Dolsk, située à 12 kilomètres au sud de Śrem.
Le district couvre une superficie de 574,41 kilomètres carrés. En 2011, sa population totale est de 60 365 habitants, avec une population pour la ville de Śrem de 30 343 habitants, pour la ville de Książ Wielkopolski de 2 783 habitants, pour la ville de Dolsk de 1 554 habitants, et une population rurale de 25 685 habitants.

## Powiaty voisines
Le powiat de Śrem est bordée des powiaty de : 
- Poznań au nord ;
- Środa Wielkopolska au nord-est ;
- Jarocin à l'est ;
- Gostyń au sud ;
- Kościan à l'ouest.

## Division administrative

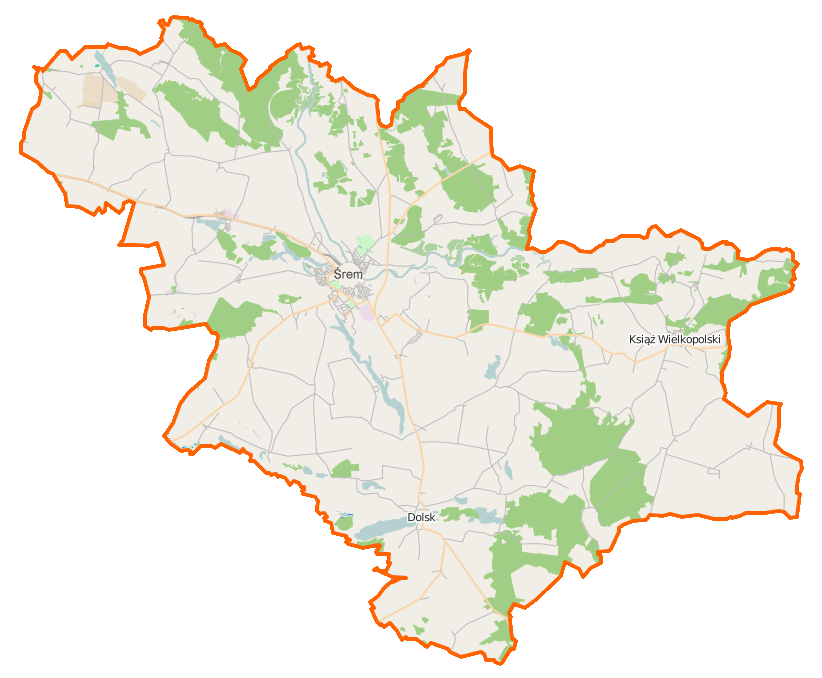
Plan du powiat.

Le powiat est divisé en 4 gminy (communes) :
| Gmina              | Type         | Superficie (km²) | Population (2006) | Siège              |
| Śrem               | urbain-rural | 205,8            | 39 841            | Śrem               |
| Książ Wielkopolski | urbain-rural | 147,9            | 8 429             | Książ Wielkopolski |
| Dolsk              | urbain-rural | 124,8            | 5 732             | Dolsk              |
| Brodnica           | rural        | 95,9             | 4 644             | Brodnica           |

## Démographie
Données du 30 juin 2010 :
| Description | Total  | Total | Femmes | Femmes | Hommes | Hommes |
| ----------- | ------ | ----- | ------ | ------ | ------ | ------ |
| Unité       | Nombre | %     | Nombre | %      | Nombre | %      |
| Population  | 59 449 | 100   | 30 313 | 50,99  | 29 136 | 49,01  |
| Urbain      | 34 229 | 57,58 | 17 759 | 29,87  | 16 470 | 27,70  |
| Rural       | 25 220 | 42,42 | 12 554 | 21,12  | 12 666 | 21,31  |

## Histoire
De 1975 à 1998, les différents gminy du powiat actuelle appartenait administrativement  à la voïvodie de Poznań.

Le powiat de Śrem est créée le 1er janvier 1999, à la suite des réformes polonaises de gouvernement local passées en 1998 et est rattachée à la voïvodie de Grande-Pologne.